# George Graham Vest
Pour les articles homonymes, voir Vest.
George Graham Vest (6 décembre 1830 – 9 août 1904) est un homme politique américain. Il sert à la Chambre des représentants puis au Sénat des États confédérés durant la guerre de Sécession avant de servir au Sénat des États-Unis pour le Missouri de 1879 à 1903.

## Biographie
George Graham Vest est né le 6 décembre 1830 à Frankfort dans le Kentucky. Il sort diplômé du Centre College (en) de Danville en 1848 puis de l'université Transylvania de Lexington en 1853.
Il pratique ensuite le droit à Georgetown (en) puis à Boonville dans le Missouri avant d'être élu en 1860 à la Chambre des représentants du Missouri (en).
Fervent partisan de la sécession du Missouri vis-à-vis du reste de l'Union, il participe en 1861 à la convention visant à déterminer les relations du Missouri par rapport au gouvernement fédéral. Au cours de la guerre de Sécession, il participe à la bataille de Wilson's Creek en août 1861  avant d'être élu au Congrès des États confédérés en 1862 jusqu'en 1865. Après la guerre, Vest retourne au Missouri où il ouvre un cabinet d'avocats à Sedalia avec Russell Hicks et John Finis Philips (en).
Dans les années 1870, il s'engage en politique au sein du Parti démocrate et est élu au Sénat des États-Unis en 1879, poste qu'il occupe jusqu'en 1903.
Il meurt à Sweet Springs le 9 août 1904 et est inhumé au Cimetière Bellefontaine de Saint-Louis.